# Клёпка (деталь)
Клёпка — специально изготовленная дощечка, деталь бондарного изделия, являющаяся повторяющимся элементом обечайки бочки, ушата и других круглых деревянных сосудов, а также их днища.
Число боковых клёпок в одном изделии зависит от размеров ёмкости и может быть от 12-15 до 50 и более, донных — обычно 4-6. Каждая боковая клёпка имеет скошенные кромки для плотного прилегания к соседним клёпкам и переменную ширину для образования конической или бочкообразной формы сосуда. Для стягивания (соединения по кругу) клёпок используют обручи из металла, гибкого дерева (ивовой, виноградной лозы) и даже верёвочные. Вблизи торцов клёпок на «внутренней» пласти выполняются пазы, в которые вставляются днища сосуда. Если сосуд не бочкообразной, а конической формы, то вырезают один паз для единственного днища.
Обычно все клёпки одного изделия имеют одинаковые форму и размеры. Исключение — более длинными изготавливают две клёпки с «ушами», в верхних концах которых просверливают отверстия для верёвочной ручки или вставки палки для переноски ушата.